# قصر الحرانة
قصر الحرانة أو كما يسميه البعض قصر «الخرانه» هو قصر أموي يقع في الصحراء الأردنية على محاذاة الطريق الدولي المتجه إلى الأزرق وعلى بعد 65 كم شرق عمان ويرتفع 659م عن سطح البحر. سمي بقصر الحرانة كونه يقع في الحرانة حيث تتناثر على سطحه آلاف الحجارة الصوانية فوق وجه الأرض والتي يطلق عليها اسم الحرة وهذا يغلب تسميته بقصر الحرانة لا الخرانة.

## تاريخ
شيد القصر في عهد الوليد بن عبد الملك سنة 92 هـ الموافق 710 م بدليل وجود كتابة كوفية فوق باب إحدى حجرات طابقه الثاني، يعتقد بعض المؤرخين أن القصر بني قبل الأمويين ثم أعاد ترميمه وتمنيعه واستفاد منه الأمويين أثناء حكمهم.

## الموقع والسياحة
يقع قصر الحرانة جنوب الطريق السريع 40 مباشرة، وهو طريق صحراوي مهم يربط عمان بالأزرق والحدود السعودية والمناطق النائية في شرق الأردن والعراق على ارتفاع طفيف يبلغ 15 مترًا (49 قدمًا) فوق الصحراء المحيطة. الهياكل الأخرى الوحيدة في المنطقة هي خطوط الكهرباء.
لا يزال قصر الخرانة في حالة جيدة للغاية. نظرًا لوقوعه قبالة طريق سريع رئيسي وعلى مسافة قصيرة بالسيارة من عمان، وأصبح واحدا من أكثر القلاع الصحراوية زيارة. المنطقة محمية بسياج متصل مع مركز للزوار في الزاوية الجنوبية الشرقية، حيث يقع المدخل الرئيسي لمنطقة القلعة. يؤدي ممر غير ممهد من الطريق السريع إلى موقف سيارات ترابي كبير بما يكفي للسيارات والعديد من الحافلات الواقعة جنوب المدخل مباشرة.
تخضع القلعة اليوم لسلطة وزارة السياحة الآثار الأردنية. تتحكم وزارة السياحة في المملكة في الوصول إلى الموقع عبر مركز الزوار الجديد، وتتقاضى رسوم دخول بقيمة 2 دينار أردني إلى الموقع خلال ساعات النهار. يُسمح للتاجر البدوي أيضًا ببيع المصنوعات اليدوية والمشروبات في موقف السيارات، كما هو الحال في العديد من المواقع السياحية الأردنية الأخرى.
في الداخل، توجد لوحة تفسيرية كبيرة باللغتين العربية والإنجليزية داخل المدخل الرئيسي. للزوار حرية استكشاف المبنى بأكمله، على الرغم من أن بعض الممرات المطلة على الفناء في الطابق الثاني لا تحتوي على حواجز حماية ويجب على من يمشون هناك توخي الحذر.

## هيئته
قصر الحرانة مربع الشكل وطول كل من أضلاعة 35 م. مايميز قصر الحرانة أنه لايزال محتفظا بكامل هيئته إلا الجزء الشمالي منه الذي تأثر بعوامل الحت والتعرية الطبيعية حيث سقطت القصارة من الخارج فظهرت مواد البناء التي تتالف من حجر رملي طري ومن لبن من الطين المحلي أيضا.
تشير الدلائل أن قصر الحرنه هو القصر الصحراوي الأموي الوحيد في الأردن الذي أنشئ لغايات دفاعية فهو قلعة مربعة الجوانب يوجد في كل زاوية من زواياه برج مستدير بالإضافة إلى برج نصف مستدير بين كل زاويتين على جدران القصر شقوق للضوء والتهوية وأيضا لرمي السهام في حالات الحرب.

## من الداخل
يتكون قصر الحرانه من الداخل من 61 غرفة موزعة على طابقين يتوسطها ساحة كبيرة مكشوفة يوجد فيها خزان لتجميع مياه الأمطار والطابق الأول الأرضي مؤلف من عدد من الغرف مخصصة للدواب والخدم والعبيد والعلوي ففي الغرفة نوافذ مختلفة يدخل منها النور وتطل النوافذ على الساحة. لايوجد عل القصر مظاهر زخرفة خارجية والزخرفة الوحيدة فيه داخلية فقد زينت قاعته الكبرى التي تقع في الطابق العلوي ببعض أشكال الزهور والنماذج الهندسية التي رسمت بالجص وعلى ارتفاع سبعة أمتار إفريز مزخرف يحيط بالقصر من جميع الجهات مما يفسره البعض بأنه تأثير النمط المعماري الفارسي على القصر.

## معرض الصور

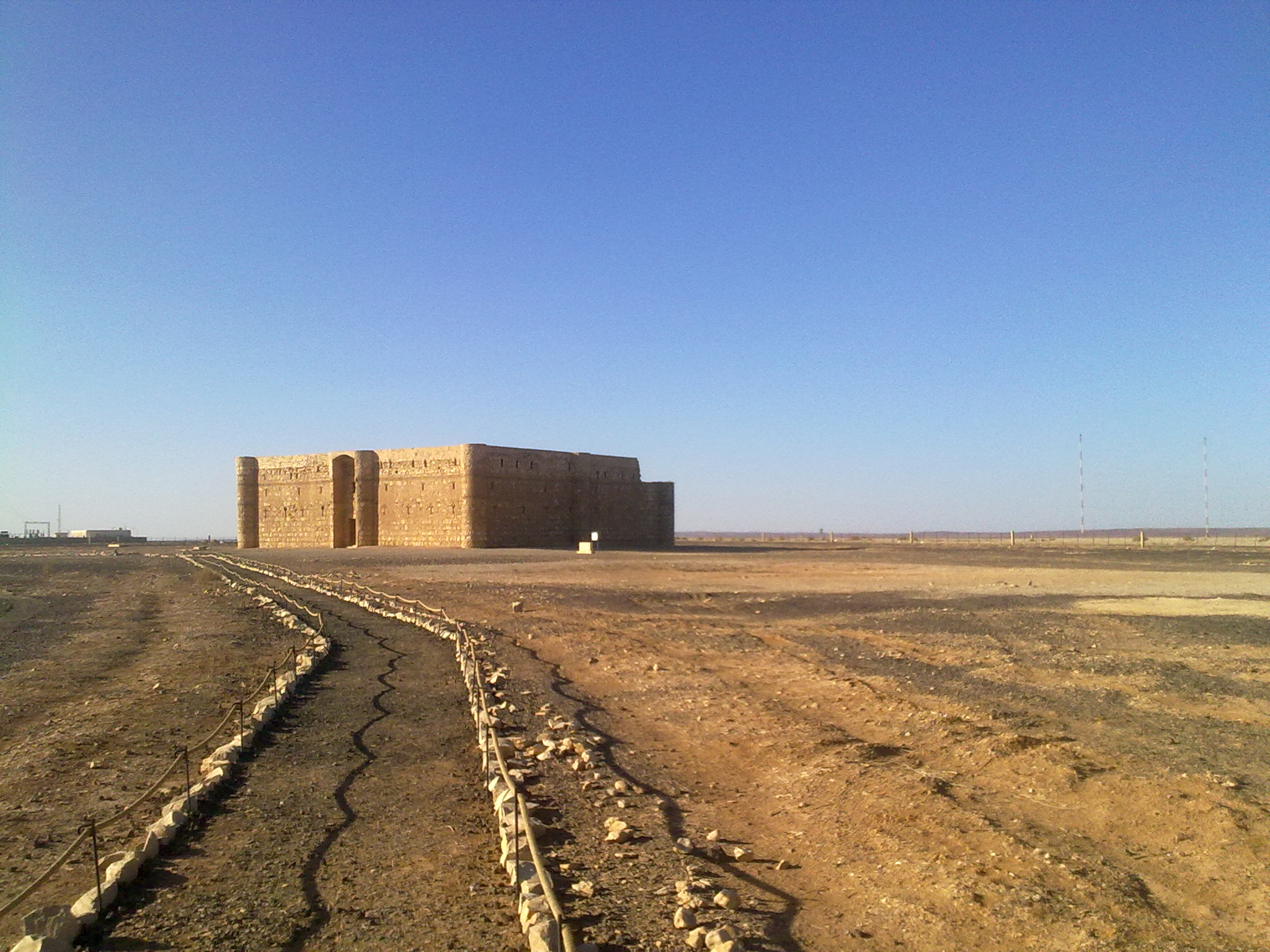
الطريق الي قصر الحرانة.
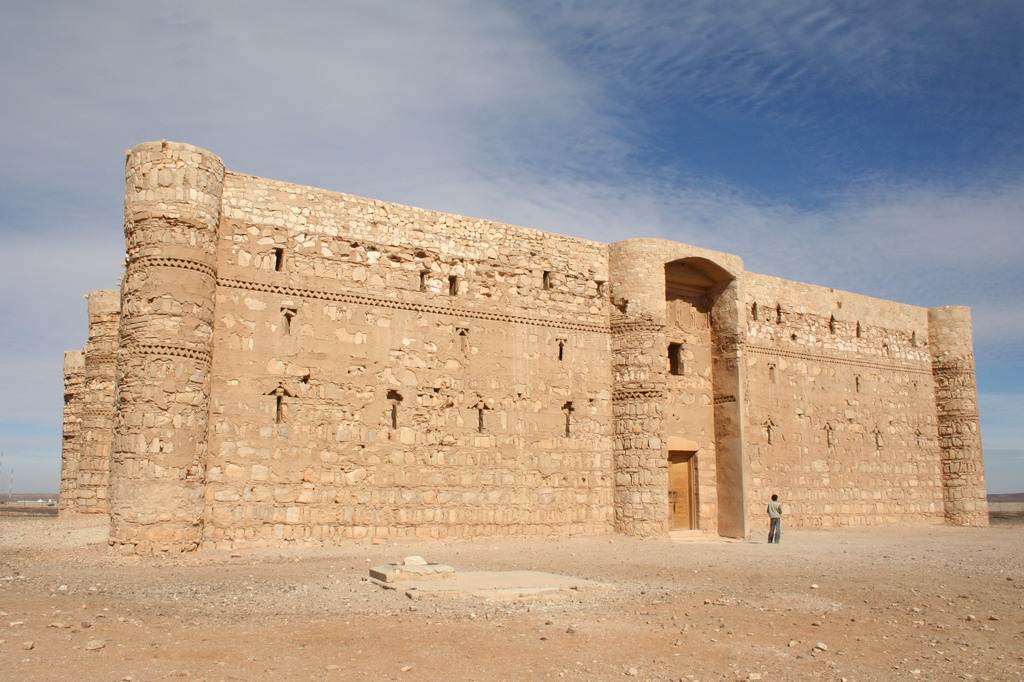
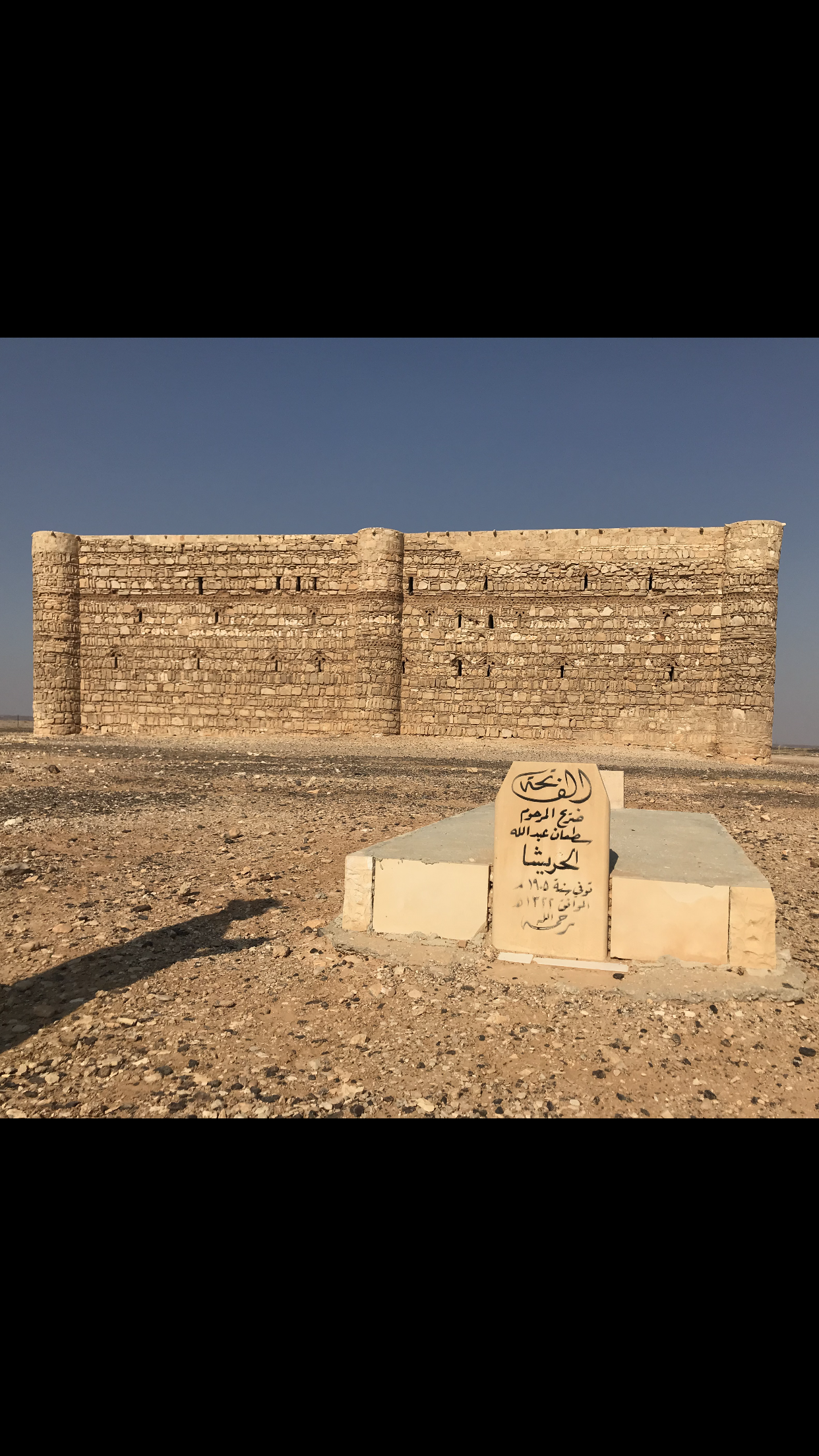
قصر الحرانة.
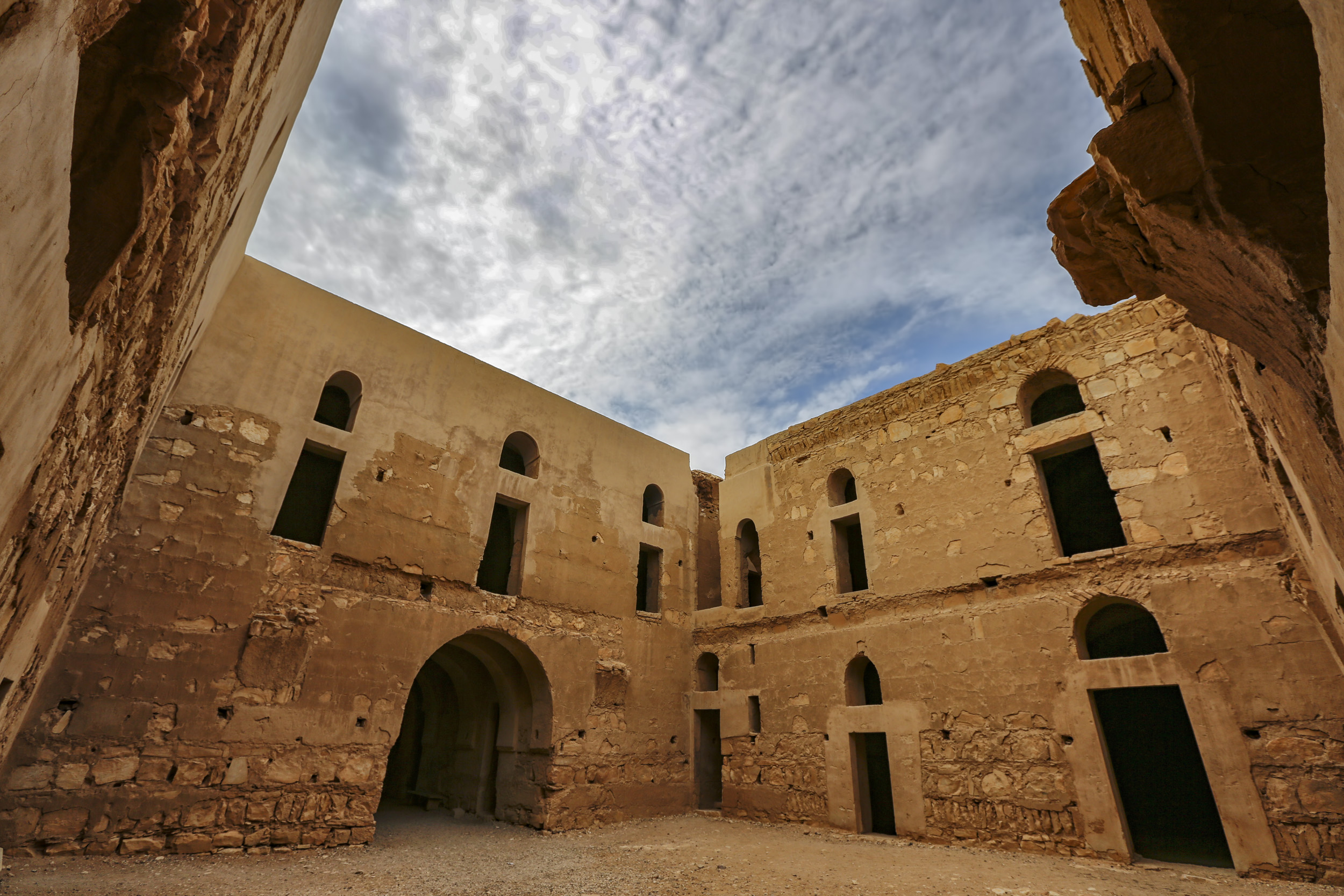
قصر الحرانة.
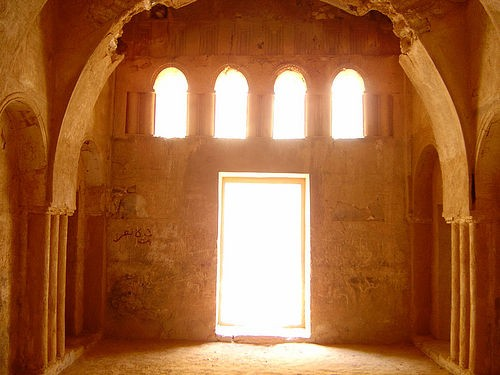
قصر الحرانة من الداخل.
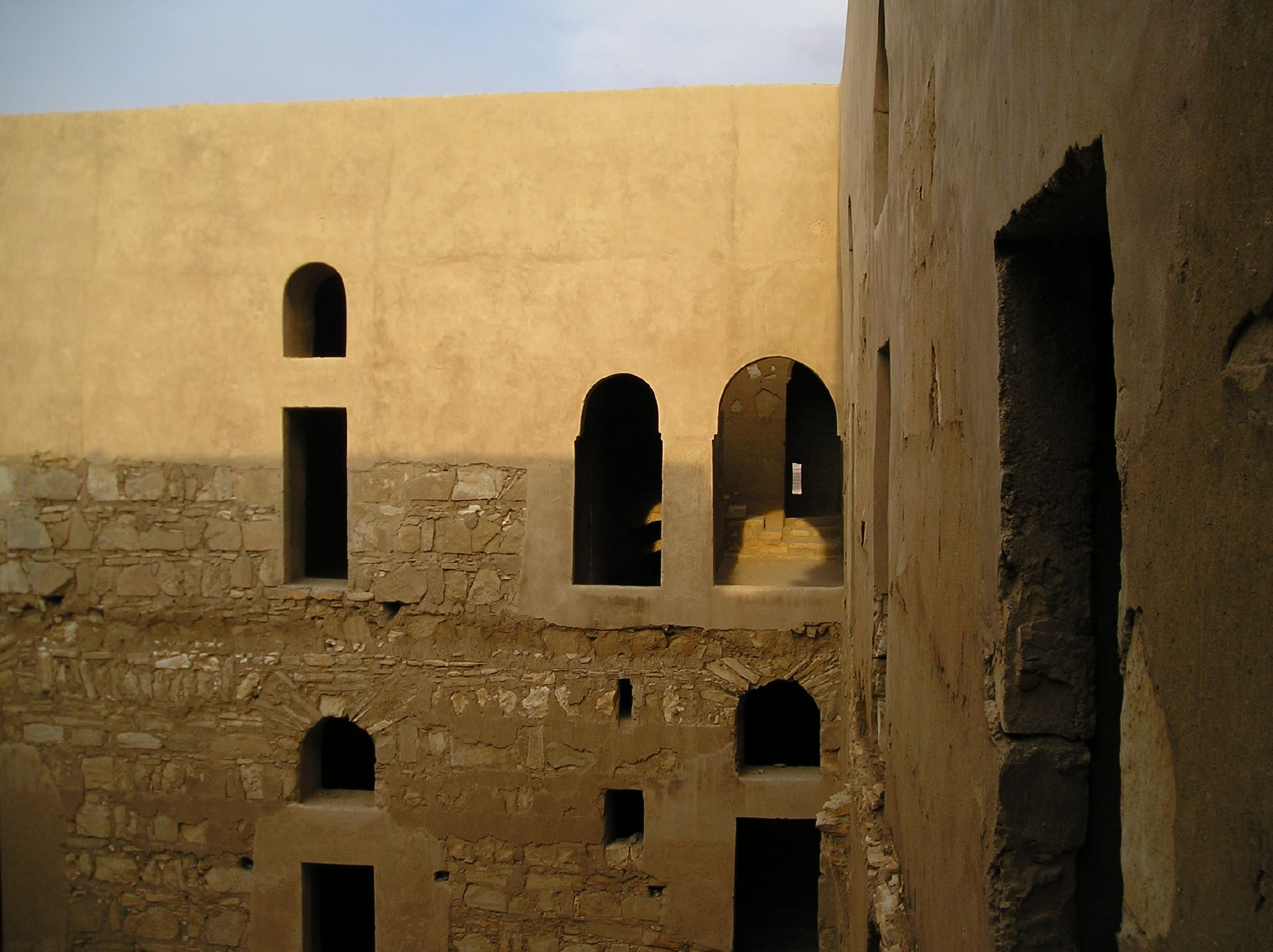
قصر الحرانة من الداخل.